# Lone Oak (Georgia)
Lone Oak es un pueblo ubicado en el condado de Meriwether en el estado estadounidense de Georgia. En el censo de 2000, su población era de 104.

## Demografía
En el 2000 la renta per cápita promedia del hogar era de $36,250, y el ingreso promedio para una familia era de $39,167. El ingreso per cápita para la localidad era de $15,602. Los hombres tenían un ingreso per cápita de $24,500 contra $28,000 para las mujeres.

## Geografía
Lone Oak se encuentra ubicado en las coordenadas 33°10′19″N 84°49′12″O / 33.17194, -84.82000 (33.171862, -84.820113).
Según la Oficina del Censo, la localidad tiene un área total de 1,6 km² (0,6 mi²), de la cual 1,6 km² (0,6 mi²) es tierra y 0 km² (0 mi²) (0.00%) es agua.